# جيش عدن أبين الإسلامي
جيش عدن أبين الإسلامي منظمة إسلامية متشددة مقرها في جنوب اليمن. كانت المنظمة مسؤولة عن خطف 16 سائحا اجنبيا في ديسمبر عام 1998 في أبين. هاجمت قوات الحكومة اليمنية المكان الذي كانوا محتجزين فيه الرهائن مما أسفر عن مقتل أربعة من الرهائن بينما تم الإفراج عن الباقي. يعتقد ان جيش عدن أبين الإسلامي أيضا متورطا في تفجير المدمرة الأمريكية كول في عدن عام 2000.

## التأسيس والنشأة
برز جيش عدن أبين للوجود بطريقة أقرب إلى العشوائية في منتصف عام 1997، لم يعرف عنه الكثير حتى صدر أول بيان له يوم 29 مايو/أيار 1998 ثم تبعته سلسلة من البيانات السياسية والدينية عن الشؤون اليمنية والدولية.

## وصلات خارجية
- جيش عدن أبين الإسلامي